# Reliance-Creek-Nationalpark
Der Reliance-Creek-Nationalpark (englisch Reliance Creek National Park) ist ein nur 30 Hektar großer Nationalpark in Queensland, Australien.

## Lage
Er befindet sich auf halbem Weg zwischen dem Pioneer-Peaks-Nationalpark und Mackay auf der Höhe von Dolphin Heads etwa fünf Kilometer von der Küste entfernt. Im Nationalpark gibt es keine Straßen, Wanderwege oder sonstige Besuchereinrichtungen.
In der Nachbarschaft liegen die Nationalparks Cape Hillsborough, Mount Martin und Pioneer Peaks.

## Flora und Fauna
Palmendominierter, küstennaher tropischer Regenwald ist die vorherrschende Vegetationsform. Sie gilt heute als gefährdet, obwohl sie vor der Besiedlung durch die Europäer die niedrig gelegenen Ebenen um Mackay fast vollständig bedeckte. Heute sind weniger als zehn Prozent in einem ursprünglichen oder quasi-ursprünglichen Zustand erhalten. Besonders wichtig ist diese Art von Regenwald, um saisonal Nahrung für Vögel, insbesondere Zugvögel und früchtefressende Vögel, bereitzustellen. Besonders schützenswert sind die bedrohten oder fast bedrohten (engl.: near threatened) Pflanzenarten Sarcotheca heterophylla und Solanum sporadotrichum oder die Palmenart Trigonostemon inopinatus.
Der gleichnamige Reliance Creek schlängelt sich durch, saisonal überschwemmte Alluvialböden.